# Kalach (pão)
Kalach, kalács, kolach, kolač ou colac (em russo: калач, ucraniano: кaлач ou колач, em húngaro: kalács, sérvio: колач / kolač, em búlgaro: колач, em romeno: colac), é um pão tradicional da Europa Oriental, geralmente servido durante várias refeições ritualísticas. O nome se origina da palavra do protoeslavo kolo (коло) que significa "círculo", "roda".

## Tradições

### Húngara
O kalács húngaro (pronuncia-se [ˈkɒlaːtʃ]) é um pão doce muito semelhante ao brioche, geralmente cozido em forma de trança e tradicionalmente considerado um alimento de Páscoa. Até o final do século XIX, a preparação dos kalács era semelhante à do pão de diário; a diferença estava na forma e na farinha de melhor qualidade usada para o preparo. Hoje em dia o kalács é preparado a partir de uma massa enriquecida com leite e ovos. É assado no forno comum ou no de tijolos, às vezes diretamente nas pedras do forno de tijolos, ou em uma assadeira.
O kalács faz parte do menu tradicional da Páscoa na Hungria, muitas vezes consagrado junto com o presunto nas igrejas católicas. Na região de Szeged, em All Saints, kalács não preenchidos eram cozidos chamados de kalács de All Saints (mindenszentek kalácsa, kolduskalács = kalács de Beggar), que eram dados aos mendigos no portão do cemitério. Kalács também eram dados a mendigos orando no portão do cemitério em Csallóköz para evitar que os mortos retornassem. Dar kalács a mendigos é a forma cristã da tradição pagã de tratar os mortos.

### Romena
O tradicional colac romeno é um pão trançado, tipicamente feito para ocasiões especiais ou feriados, como Natal, Páscoa, casamentos e funerais. É um costume tradicional da sociedade rural romena, na véspera de Natal, reunir-se em grupos, ir a diferentes casas e cantar colinde, canções de Natal tradicionais. Em algumas aldeias, eles vão primeiro para a casa do prefeito, depois para a do professor, enquanto em outras partes não há uma ordem pré-estabelecida. As famílias então os convidavam para entrar na casa e lhes davam pequenos presentes diferentes, como nozes, frutas secas e colacs.
A palavra veio do eslavo kolač e, finalmente, do protoeslavo kolo ("círculo", "roda") referindo-se à forma circular. A palavra pode ser cognata de chalá (em hebraico: חלה ḥallah) e do ϰολλιξ grego.

### Russa

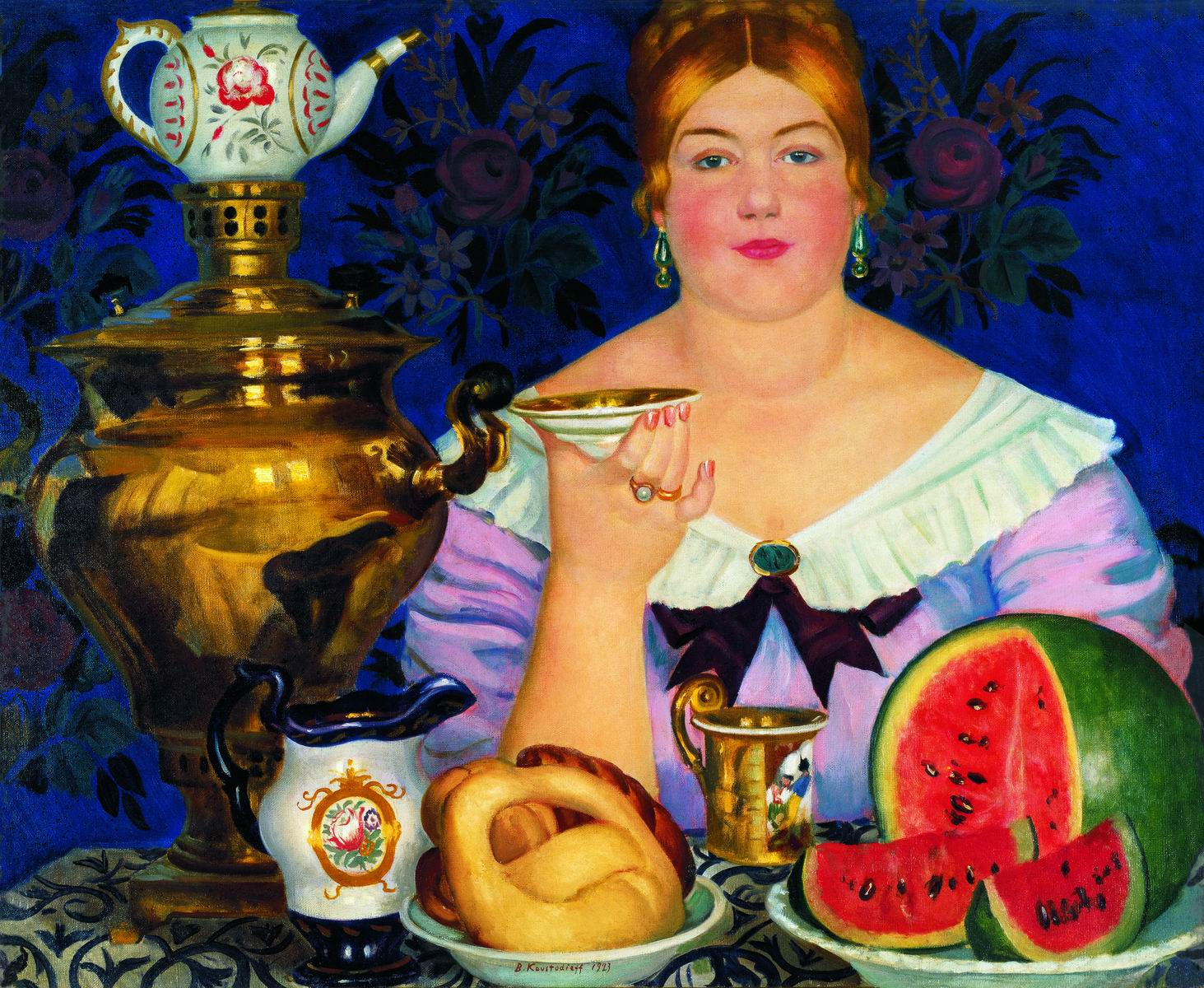
Boris Kustodiev. Uma esposa de comerciante bebendo chá, 1923. Um kalach na forma de um kettlebell é retratado como era comum nas partes central e norte da Rússia

Em russo moderno, kalach se refere a um tipo específico de pão branco torcido. Historicamente, kalach significava qualquer tipo de pão branco, e antes que os métodos modernos de moagem do trigo entrassem em uso, o pão branco era classificado como um tipo de pão sofisticado.
Kalach geralmente se parece com um círculo, mas uma parte dele é significativamente mais fina e a outra é significativamente mais grossa. A explicação tradicional é que a parte mais fina era usada como "alça" para que o kalach pudesse ser comido mesmo por trabalhadores que não tinham tempo para lavar as mãos. Depois de comer, o cabo era jogado fora ou dado aos pobres. Como apenas pessoas desesperadas comiam as alças que haviam sido jogadas fora, acredita-se que esta seja a origem do ditado russo "vá até a alça" (дойти до ручки, doyti do ruchki) que significa experimentar um contratempo profundo, para atingir o fundo do poço.

#### Legado cultural
Um homem que fazia kalaches era chamado de kalachnik (калачник), que às vezes se tornava kalashnik (калашник) devido ao efeito sândi. Os descendentes de tal homem podem receber o sobrenome Kalachnikov (Калачников) ou Kalashnikov (Калашников, "[filho] do fazedor de kalach").

### Ucraniana
Os kolaches ucranianos são feitos trançando a massa de farinha de trigo em formas anelares ou oblongas. Eles são um símbolo de sorte, prosperidade e boa generosidade, e são tradicionalmente preparados para o Svyat Vechir (Santa Ceia), ritual da véspera de Natal na Ucrânia.
Para o Natal, três pães trançados de tamanhos variados são empilhados representando a Trindade. A forma circular do pão simboliza a eternidade. Quando servido como parte da ceia de Natal, uma vela é colocada no centro dos pães intrincadamente trançados; mas o pão não pode ser comido até o dia de Natal porque a observância do jejum do Advento exige a abstenção de ovos até a meia-noite da véspera.
Para os funerais, os pães são levados à igreja para a Divina Liturgia para serem abençoados e depois servidos em fatias com frutas frescas como um símbolo do bem que o falecido fez durante sua vida. Os costumes exatos variam, mas como exemplo, três pães são decorados com três maçãs, três laranjas e uvas, com uma vela colocada no centro. Às vezes, um pequeno pão individual também é oferecido.
Na área ao redor de Kiev, era costume uma parteira dar um kolach como um presente aos pais, como parte de uma bênção de fertilidade. Kalaches também eram usados em cerimônias fúnebres. Da mesma forma, na Galícia e na Bucovina, eles eram dados pelos filhos aos seus padrinhos em uma cerimônia chamada kolachyny (кола́чини) ou kolachannya (кола́чання).
O Museu do Pão em Lviv, Ucrânia, contém muitos exemplos de kalach, paska e babka intrincadamente tecidos.